# روبرت نويل
روبرت نويل (بالإنجليزية: Robert Noel)‏ هو رائد أعمال وكبير الإداريين التنفيذيين بريطاني، ولد في 12 يونيو 1964.